# Février 1979

## Événements
- Incidents de frontière entre l’Irak et l’Iran.

- 1er février, Iran : proclamation de la république islamique en Iran. L’ayatollah Khomeyni, alors en exil en France, rentre en Iran et fonde une république islamique basée sur le retour à la pureté religieuse et sur le rejet de l’occidentalisation.

- 4 février, (Formule 1) : Grand Prix automobile du Brésil.

- 7 février : le colonel Chadli Bendjedid devient président de l'Algérie (fin en 1992).

- 11 février, Iran : l’ayatollah Khomeyni annonce la victoire de la révolution et prend le pouvoir. Il établit une théocratie autoritaire où il s’attribue le pouvoir suprême d’arbitrage. Mehdi Bazargan devient son premier ministre (fin le 5 novembre).
- 12 février : fin de la Troisième Conférence générale de l’épiscopat latino-américain et caribéen organisée par le Conseil épiscopal latino-américain (CELAM) à Puebla au Mexique, débutée le 27 janvier. Les théologiens de la libération sont écartés des débats.

- 17 février - 16 mars : conflit sino-vietnamien en réaction à l’occupation du Cambodge. 200 000 soldats chinois traversent la frontière. Le Viêt Nam résiste au prix de lourdes pertes de chaque côté, et des négociations s’ensuivent.

- 18 février : arrivée du Rallye de Suède.

- 22 février : indépendance de Sainte-Lucie.

## Naissances
- 4 février : Mareva Galanter, chanteuse, actrice, animatrice et mannequin française.
- 11 février : Rima Abdul Malak, personnalité politique franco-libanaise.
- 13 février : 
  - Anders Breivik, terroriste norvégien d'extrême-droite.
  - Mena Suvari, actrice américaine.
- 15 février: 
  - Meriem Amellal, journaliste et présentatrice franco-algérienne.
  - Luis Fernando Camacho, homme politique bolivien.
- 16 février : Valentino Rossi, pilote moto italien.
- 21 février :
  - Jennifer Love Hewitt, actrice productrice, scénariste et chanteuse américaine.
  - Nathalie Dechy, joueuse de tennis française.
  - Pascal Chimbonda, footballeur français.
  - Jordan Peele, acteur américain.
- 26 février : Fares Mekhalfi, footballeur algérien.
- 27 février : Sebastian Dey, chanteur allemand.

## Décès
- 2 février : Sid Vicious, bassiste des Sex Pistols.
- 7 février : Josef Mengele, officier allemand (SS), criminel de guerre
- 12 février : Jean Renoir, réalisateur français.
- 14 février : Adolph Dubs, ambassadeur des États-Unis en Afghanistan[1].
- René Willien, écrivain valdôtain.